# Johnny Cash (песня)
«Johnny Cash» — песня американского кантри-певца Джейсона Алдина, вышедшая 5 февраля 2007 года в качестве 1-го сингла с его второго студийного альбома Relentless (2007). Песню написали Родни Клаусон, Вики Макги и Джон Рич (из групп Big & Rich и Lonestar). Продюсером был Майкл Кнокс. Сингл достиг шестого места в кантри-чарте Hot Country Songs и стал четвёртым подряд синглом в Top-10 этого хит-парада.
Песня получила умеренные отзывы музыкальной критики и интернет-изданий, а сингл был сертифицирован в золотом статусе RIAA.

## Чарты
| Чарт (2007)                       | Высшая позиция |
| --------------------------------- | -------------- |
| США (Billboard Hot 100)           | 68             |
| США (Billboard Hot Country Songs) | 6              |

## Итоговые годовые чарты
| Чарт (2007)                  | Позиция |
| ---------------------------- | ------- |
| US Country Songs (Billboard) | 38      |

## Сертификации
| Регион | Сертификация | Продажи |
| --- | ------------ | ------- |
| США (RIAA) | Золотой      | 500 000 |
| * Данные о продажах приведены только на основе сертификации. ^ Данные о тиражах приведены только на основе сертификации. |              |         |